# Parafia św. Aleksandra Newskiego w Oniksztach
Parafia św. Aleksandra Newskiego – prawosławna parafia w Oniksztach, w dekanacie wisagińskim eparchii wileńskiej i litewskiej.
Parafia została erygowana w 1866 na potrzeby grupy Rosjan zamieszkującej miasto Onikszty. Początkowo jej świątynią była drewniana tymczasowa cerkiew św. Aleksandra Newskiego. Siedem lat później została ona zastąpiona przez murowaną świątynię pod tym samym wezwaniem.
Oprócz cerkwi parafia posiadała dom proboszcza, zaś od rządu carskiego otrzymała dodatkowo siedem jezior w pobliżu miasta oraz majątek ziemski. Wszystkie te obiekty zostały jej odebrane przez władze niepodległej Litwy po 1918. W 1922 lokalne władze starały się o przejęcie również cerkwi, która z powodu wyjazdu proboszcza na bieżeństwo w 1915 nie była od tego czasu czynna. Ostatecznie jednak prawosławni zachowali budynek.
W 1924 arcybiskup wileński i litewski Eleuteriusz (Bogojawleński) skierował do miasta nowo wyświęconego kapłana, ks. Ilję Gabca, który pełnił funkcję proboszcza parafii w Oniksztach do swojej śmierci w 1928. Przez kolejne sześć lat parafia nie posiadała stałego kapłana i nabożeństwa odbywały się w niej nieregularnie. Mimo tego wierni własnym kosztem wznieśli drewniany dom proboszcza. W 1935 do miasta przybył ks. Nikołaj Sawicki. Zorganizował on przy parafii żeńskie stowarzyszenie dobroczynne św. Aleksandra Newskiego. W 1937 liczba parafian wynosiła 386 wiernych.
W 1941 ks. Sawickiego zastąpił ks. Timofiej Orłow. Parafia liczyła w tym momencie 296 osób. Po zniszczeniu cerkwi św. Sergiusza z Radoneża w Ucianie, ówcześnie świątyni parafialnej dla dalszych 121 prawosławnych, grupa ta została przypisana do parafii w Oniksztach. W 1947 placówka duszpasterska została zarejestrowana przez władze radzieckie. Rok później jej nowym proboszczem został ks. Aleksandr Własow.
W 1957 liczba wiernych parafii wynosiła 120 osób (35 rodzin). W roku następnym ks. Własow został odwołany z niej z powodu wywoływania konfliktów we wspólnocie parafialnej, którą to sprawę rozstrzygała rada eparchialna. Od 1959 funkcję proboszcza pełnił ks. Wasilij Kałasznik. W 1963 na własną prośbę przeszedł on do parafii Zmartwychwstania Pańskiego w Wiłkomierzu. Od tego momentu cerkiew w Oniksztach straciła status parafialnej i została przypisana do parafii Opieki Matki Bożej w Inturkach. Jej reaktywacja miała miejsce na początku lat 90. XX wieku równocześnie z mianowaniem hieromnicha Nikona (Woroszyłowa) na nowego proboszcza.